# Lagocheirus funestus
Lagocheirus funestus là một loài bọ cánh cứng trong họ Cerambycidae.

## Hình ảnh

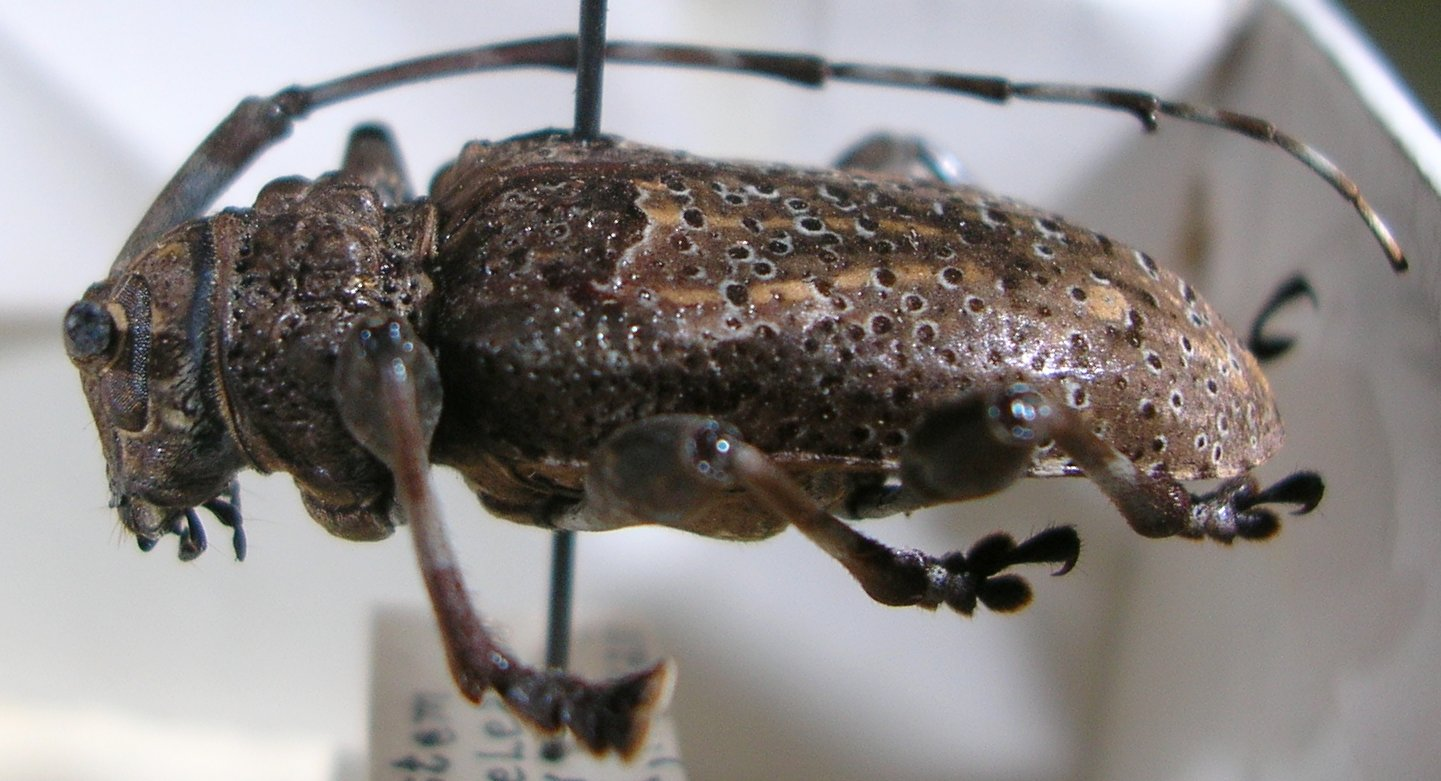